# ESO 255-7
ESO 255-7 (o AM 0626-470) è un gruppo di galassie interagenti situato in direzione della costellazione della Poppa alla distanza di oltre 520 milioni di anni luce dalla Terra.
Il gruppo è formato verosimilmente da quattro galassie interconnesse disposte lungo una struttura arcuata. La galassia situata in alto nelle immagini è in realtà formata da due galassie in via di completa fusione, mentre quella più in basso appare in gran parte oscurata dalle polveri.